# Priest (manhwa)
Priest (Hangul: 프리스트) é um manhwa criado pelo coreano Hyung Min-Woo e é o primeiro no país do estilo ação/terror. No Brasil foi lançado pela Lumus Editora.
Detalhe no Manhwa de Nº 16 Hyung Min-Woo deixa um comentario no final da edição que por terem ocorridos alguns problemas, PRIEST 17 demoraria um pouco para ser lançado e continuado.

## Enredo
A história gira em torno de Ivan Isaacs um padre promissor que acabou libertando um anjo caído chamado Temozarela de sua prisão de centenas de anos, causando assim a sua morte e a morte de sua amada, Gena.
Uma vez morto, foi-lhe concedida uma segunda chance de vida e de vingança, presente do demônio Belial, que em troca de poder, se torna possuidor da metade de sua alma. A trama se desenrola enquanto Ivan Isaacs segue seu caminho em direção à vingança iminente.
No decorrer da saga, sua sede por sangue inimigo o leva a eliminar outros Anjos caídos, seguidores de Temozarela, assim como nos mostra o quanto uma alma torturada é capaz para atingir a redenção.

## Personagens

### Ivan Isaacs
Personagem principal do manhwa, Ivan foi adotado pelo fazendeiro Jacob Isaacs para servir de companhia a recém-órfã Gena Isaacs. No começo não foi aceito por ela mas no decorrer do tempo os dois acabam desenvolvendo sentimentos que a sociedade não poderia tolerar, afinal, mesmo que não sangüíneos eles eram irmãos. Então Ivan é mandado para o seminário na tentativa de esquecer seu amor proibido.
Anos mais tarde, acaba libertando o demônio Temozarella e sendo o causador da morte de Gena e dele mesmo.

### Gena Isaacs
Filha de Jacob Isaacs, Gena é uma mulher que cresceu cheia de mimos de seu pai. Ela se torna o grande amor de vida de Ivan, e devido a sua morte que Ivan decidi voltar a vida e vinga-la.

### Belial
É o demônio responsável por possuir metade do espírito de Ivan Isaacs. Em troca de uma segunda chance de vida e de poder, Belial, assim como Ivan, busca vingança contra Temozarela.

### Temozarela
Temozarela, um anjo exilado do céu, busca mostrar a Deus que ele está errado ao acreditar tanto nos homens e para isso busca profanar varias cidades com "batismos de sangue".

### Lizzie
Líder de uma gangue, Os Anjos Rebeldes, Lizzie é uma mulher muito corajosa. Algo intrigante é a sua aparência, muito semelhante à de Gena.